# Stanisław Manturzewski
Stanisław Manturzewski (ur. 29 września 1928 w Warszawie, zm. 28 lipca 2014) – polski reżyser, scenarzysta, także aktor i reporter.

## Życiorys
W 1947 roku ukończył Liceum im. gen. Józefa Sowińskiego w Warszawie. Studiował archeologię na Uniwersytecie Warszawskim. Był dziennikarzem w piśmie Po Prostu, autor głośnego reportażu W zaklętych kręgach drętwej mowy. Pracował jako socjolog w Zakładzie Badań Społecznych Polskiej Akademii Nauk. Współautor (z Czesławem Czapówem) socjologicznej książki Niebezpieczne ulice. U źródeł chuligaństwa. Materiały i refleksje (1960). Przyjaciel Jana Józefa Lipskiego. W latach pięćdziesiątych uczestnik dyskusji Klubu Krzywego Koła. Autor porad erotyczno-seksualnych w tygodniku „Kulisy” (pod pseudonimem Izolda Dreszcz). Przez pewien czas kierownik Domu Kultury w Siedlcach. W latach 90. współpracował z Biurem Analiz Kancelarii Prezydenta nad analizą elektoratu Stanisława Tymińskiego. Autor recenzji filmowych, reportaży.
Filmem zajął się pod koniec lat 50, początkowo jako scenarzysta. Następnie rozpoczął pracę reżyserską. Nie uczył się w żadnej szkole filmowej. Autor kilkudziesięciu scenariuszy filmów dokumentalnych, w tym nawiązującego do dokumentalnej „czarnej serii” debiutu fabularnego Bohdana Poręby Lunatycy (1960). Reżyser filmów dokumentalnych, począwszy od zrealizowanego w 1974 ze Stanisławem Niedbalskim Jastrzębie. Współpracował z Jerzym Hoffmanem, Edwardem Skórzewskim, Markiem Piwowskim i Andrzejem Wajdą. Aktor – naturszczyk w kilkunastu filmach fabularnych. Przygotował do druku i opatrzył wstępem teksty literackie Jana Himilsbacha, o którym zrealizował także film Jan Himilsbach – prawdy, bujdy, czarne dziury (2002).
Był kuzynem Andrzeja Dobosza.

## Filmografia
- 1971 – Ich miłość
- 1971 - Niebieskie jak Morze Czarne – epizod, sonda
- 1973 – Dopóki jeszcze można
- 1974 – Jastrzębie (Nagrody: 1974 – XIV OFFK Kraków, Srebrny Lajkonik)
- 1979 – Klincz (reż. Piotr Andrejew) – epizod aktorski: księgowy klubu „Znicz”
- 1979 – W tym szaleństwie (Nagrody: 1979 – MFF Cork, nagroda Irlandzkiego Towarzystwa Filmowego, 1980 – MFF Krótkometrażowych, Ciudad Huesca, wyróżnienie)
- 1982 – Choinka strachu (reż. Tomasz Lengren) – epizod aktorski
- 1983 – Sęki i drzazgi
- 1983 – Sny i marzenia – literat
- 1984 – O-bi, o-ba. Koniec cywilizacji (reż. Piotr Szulkin) – epizod aktorski
- 1987 – Więcej światła (Nagrody: 1987 – 27. OFFK Kraków, nagroda za scenariusz, 1988 – Przegląd Filmów o Sztuce, Zakopane, wyróżnienie)
- 2002 – Jan Himilsbach – prawdy, bujdy, czarne dziury (Nagrody: 2002 – OFFK Kraków, Złoty Lajkonik, Krakowski Festiwal Filmowy – nagroda Kodaka)